# 巴莱斯赫瓦尔
巴莱斯赫瓦尔（Baleshwar），是印度奥里萨邦Baleshwar县的一个城镇。总人口106032（2001年）。

## 人口
该地2001年总人口106032人，其中男性55637人，女性50395人；0—6岁人口11814人，其中男6141人，女5673人；识字率75.71%，其中男性为80.52%，女性为70.40%。